# نانسي باسكت
نانسي باسكت هو فريق كرة سلة فرنسي تأسس في 1967 يقع في نانسي، فرنسا. يلعب في الدوري الفرنسي لكرة السلة الدرجة الأولى. حقق 7 بطولات مختلفة.

## وصلات خارجية
- الموقع الإلكتروني